# ITF Saint-Gaudens
Das ITF Saint-Gaudens (offiziell: Engie Open Saint-Gaudens 31 Occitanie) ist ein Tennisturnier der ITF Women’s World Tennis Tour, das in Saint-Gaudens, Frankreich, auf Sandplatz ausgetragen wird.

## Siegerliste

### Einzel
| Jahr                      | Siegerin                | Finalgegnerin               | Ergebnis        |
| ------------------------- | ----------------------- | --------------------------- | --------------- |
| ↓ Kategorie: $10.000 ↓    |                         |                             |                 |
| 1997                      | Paula García            | Rosa María Andrés Rodríguez | 2:6, 6:4, 7:5   |
| 1998                      | Doriane Caporusso       | Mihaela Vulpeş              | 3:6, 7:5, 6:3   |
| 1999                      | Carine Bornu            | Anne-Laure Heitz            | 2:6, 6:4, 6:1   |
| ↓ Kategorie: $25.000 ↓    |                         |                             |                 |
| 2000                      | Olena Tatarkowa         | Selima Sfar                 | 6:4, 6:4        |
| ↓ Kategorie: $50.000 ↓    |                         |                             |                 |
| 2001                      | Céline Beigbeder        | Julija Wakulenko            | 6:4, 6:1        |
| 2002                      | Mariana Díaz-Oliva      | Maja Matevžič               | 6:4, 6:1        |
| ↓ Kategorie: $75.000 ↓    |                         |                             |                 |
| 2003                      | Tatiana Perebiynis      | Renata Voráčová             | 6:1, 6:4        |
| ↓ Kategorie: $50.000 ↓    |                         |                             |                 |
| 2004                      | Marija Kirilenko        | Stéphanie Foretz            | 7:62, 6:3       |
| 2005                      | Aravane Rezaï           | Stephanie Gehrlein          | 6:4, 2:6, 6:2   |
| 2006                      | Timea Bacsinszky        | Ivana Abramović             | 7:5, 6:4        |
| 2007                      | Tatiana Perebiynis      | Petra Cetkovská             | 5:7, 7:5, 7:5   |
| 2008                      | Petra Cetkovská         | María José Martínez Sánchez | 6:4, 6:4        |
| 2009                      | Nastassja Jakimawa      | Yanina Wickmayer            | 7:5, 7:60       |
| ↓ Kategorie: $50.000 +H ↓ |                         |                             |                 |
| 2010                      | Kaia Kanepi             | Zhang Shuai                 | 6:2, 7:5        |
| 2011                      | Anastassija Piwowarowa  | Arantxa Rus                 | 7:64, 6:73, 6:2 |
| 2012                      | Mariana Duque Mariño    | Claire Feuerstein           | 4:6, 6:3, 6:2   |
| 2013                      | Paula Ormaechea         | Dinah Pfizenmaier           | 6:3, 3:6, 6:4   |
| 2014                      | Danka Kovinić           | Pauline Parmentier          | 6:1, 6:2        |
| 2015                      | María Teresa Torró Flor | Jana Čepelová               | 6:1, 6:0        |
| 2016                      | Irina Chromatschowa     | Maria Sakkari               | 1:6, 7:63, 6:1  |
| ↓ Kategorie: $60.000 ↓    |                         |                             |                 |
| 2017                      | Richèl Hogenkamp        | Kristie Ahn                 | 6:2, 6:4        |
| 2018                      | Wera Lapko              | Quirine Lemoine             | 6:2, 6:4        |
| 2019                      | Anna Kalinskaja         | Ana Bogdan                  | 6:3, 6:4        |
| 2020                      | abgesagt                | abgesagt                    | abgesagt        |
| 2021                      | Clara Burel             | Alexandra Dulgheru          | 6:2, 1:6, 6:2   |
| 2022                      | Ylena In-Albon          | Carolina Alves              | 4:6, 6:4, 6:3   |
| 2023                      | Robin Montgomery        | Alice Robbe                 | 7:5, 6:4        |
| 2024                      | Claire Liu              | Séléna Janicijevic          | 6:1, 6:73, 6:0  |
| 2025                      | Loïs Boisson            | Tatjana Prosorowa           | 7:64, 6:0       |

### Doppel
| Jahr                      | Siegerinnen                                         | Finalgegnerinnen                                    | Ergebnis          |
| ------------------------- | --------------------------------------------------- | --------------------------------------------------- | ----------------- |
| ↓ Kategorie: $10.000 ↓    |                                                     |                                                     |                   |
| 1997                      | Irina Kakoulia Minna Rautajoki                      | Sandrine Bouilleau Victoria Courmes-Benedetti       | 6:2, 6:2          |
| 1998                      | Sylvie Sallaberry Aurélie Védy                      | Paula García Kelly Liggan                           | 6:3, 7:65         |
| 1999                      | Giana Gutiérrez Sabrina Valenti                     | Mireille Dittmann Nicola Payne                      | 6:3, 6:2          |
| ↓ Kategorie: $25.000 ↓    |                                                     |                                                     |                   |
| 2000                      | Swetlana Kriwentschewa Olena Tatarkowa              | Eszter Molnár Maja Palaveršić                       | 3:6, 7:5, 6:3     |
| ↓ Kategorie: $50.000 ↓    |                                                     |                                                     |                   |
| 2001                      | Sarah Pitkowski-Malcor Irina Seljutina              | Lourdes Domínguez Lino Gisela Riera                 | 6:2, 6:3          |
| 2002                      | Ľudmila Cervanová Stanislava Hrozenská              | Sarah Stone Samantha Stosur                         | 7:65, 6:4         |
| ↓ Kategorie: $75.000 ↓    |                                                     |                                                     |                   |
| 2003                      | Jewgenija Kulikowskaja Tetjana Perebyjnis           | Tazzjana Putschak Anastasia Rodionova               | 7:68, 6:3         |
| ↓ Kategorie: $50.000 ↓    |                                                     |                                                     |                   |
| 2004                      | Ruxandra Dragomir Ilie Andreea Ehritt-Vanc          | Marta Domachowska Natalia Gussoni                   | 2:6, 7:67, 6:4    |
| 2005                      | Claire Curran Natalie Grandin                       | María José Argeri Letícia Sobral                    | 6:3, 6:1          |
| 2006                      | Ivana Abramović Alla Kudrjawzewa                    | María José Argeri Letícia Sobral                    | 6:2, 6:0          |
| 2007                      | Jorgelina Cravero Darja Kustawa                     | Oqgul Omonmurodova Iryna Kuryanovich                | 6:1, 6:3          |
| 2008                      | Hsieh Su-wei Marie-Ève Pelletier                    | Chanelle Scheepers Aurélie Védy                     | 6:4, 6:0          |
| 2009                      | Rika Fujiwara Chanelle Scheepers                    | Kimiko Date Krumm Sun Tiantian                      | 7:5, 6:4          |
| ↓ Kategorie: $50.000 +H ↓ |                                                     |                                                     |                   |
| 2010                      | Claire Feuerstein Stéphanie Foretz                  | Olha Sawtschuk Nastassja Jakimawa                   | 6:2, 6:4          |
| 2011                      | Caroline Garcia Aurélie Védy                        | Anastassija Piwowarowa Olha Sawtschuk               | 6:3, 6:3          |
| 2012                      | Wesna Dolonz Irina Chromatschowa                    | Naomi Broady Julia Glushko                          | 6:2, 6:0          |
| 2013                      | Julia Glushko Paula Ormaechea                       | Stéphanie Dubois Kurumi Nara                        | 7:5, 7:611        |
| 2014                      | Verónica Cepede Royg María Irigoyen                 | Sharon Fichman Johanna Konta                        | 7:5, 6:3          |
| 2015                      | Mariana Duque Mariño Julia Glushko                  | Beatriz Haddad Maia Nicole Melichar                 | 1:6, 7:65, [10:4] |
| 2016                      | Demi Schuurs Renata Voráčová                        | Nicola Geuer Viktorija Golubic                      | 6:1, 6:2          |
| ↓ Kategorie: $60.000 ↓    |                                                     |                                                     |                   |
| 2017                      | Chang Kai-chen Han Xinyun                           | Montserrat González Sílvia Soler Espinosa           | 7:5, 6:1          |
| 2018                      | Naiktha Bains Francesca Di Lorenzo                  | Manon Arcangioli Shérazad Reix                      | 6:4, 1:6, [11:9]  |
| 2019                      | Martina Di Giuseppe Giulia Gatto-Monticone          | Anna Kalinskaja Sofja Lansere                       | 6:1, 6:1          |
| 2020                      | abgesagt                                            | abgesagt                                            | abgesagt          |
| 2021                      | Estelle Cascino Jessika Ponchet                     | Eden Silva Kimberley Zimmermann                     | 0:6, 7:5, [10:7]  |
| 2022                      | Fernanda Contreras Gómez Lulu Sun                   | Valentini Grammatikopoulou Anastassija Tichonowa    | 7:5, 6:2          |
| 2023                      | Sofja Lansere Anna Sisková                          | María Herazo González Adriana Reami                 | 6:0, 3:6, [10:6]  |
| 2024                      | Émeline Dartron Tiantsoa Sarah Rakotomanga Rajaonah | Estelle Cascino Carole Monnet                       | 6:3, 1:6, [12:10] |
| 2025                      | Gabriela Knutson Anna Sisková                       | Émeline Dartron Tiantsoa Sarah Rakotomanga Rajaonah | 6:2, 6:2          |

## Quelle
- ITF Homepage

1997 |
1998 |
1999 |
2000 |
2001 |
2002 |
2003 |
2004 |
2005 |
2006 |
2007 |
2008 |
2009 |
2010 |
2011 |
2012 |
2013 |
2014 |
2015 |
2016 |
2017 |
2018 |
2019 |
2020 |
2021 |
2022 |
2023 |
2024 |
2025